# Смарагдна плоча
Смарагдна плоча, такође позната као Записи са смарагда или Смарагдна таблица (лат. Tabula Smaragdina, арап. لَوْح الزُّمُرُّذ , лав ал-зумуд), је компактан и криптичан херметички текст, према веровању, потиче из 2. или 3. века п. н. е. Исламски и европски алхемичари су га високо ценили као темељ своје вештине. Иако се приписује легендарној хеленистичкој личности Хермесу Трисмегисту, текст Смарагдне плоче први пут се појављује у великом броју раносредњовековних арапских извора, од којих најстарији датира из касног осмог или почетка деветог века. Превођен је на латински неколико пута у дванаестом и тринаестом веку. Уследила су бројна тумачења и коментари.
Средњовековни и рани модерни алхемичари повезивали су Смарагдну плочу са стварањем филозофског камена и вештачком производњом злата.
Такође је популарна међу окултистима и езотеричарима деветнаестог и двадесетог века, па и данас, међу којима је израз „како горе, тако и доле“ (савремена парафраза другог стиха Плоче) постао често цитирани мото.

## Историја
Од 3. или 2. века пре нове ере, грчки текстови који се приписују митској личности Хермесу Трисмегисту, „носиоцу свих знања”, почели су да се појављују у хеленистичком Египту. Ови текстови, познати као Херметика, представљају хетерогену колекцију дела која обухватају алхемијске, магијске, астролошке и медицинске елементе. Они кулминирају у мистичко-филозофским расправама Корпус Херметикум из 2. или 3. века. У једном од ових дела, Коре Космоу („Ученик света“), Хермес урезује и скрива своја учења пре него што се узнесе на небеса „како би свака генерација рођена после света требало да их тражи“. Према легенди, текст на смарагд угравирао је Хермес лично, а пронађена је на његовом гробу Великој пирамиди у Гизи.
Године 640. Египат, који је постао хришћански и византијски, освојили су Арапи, који су овековечили херметичку и алхемијску традицију у којој се налази Смарагдна плоча.

### Арапске верзије
Смарагдна плоча је пронађена у разним древним арапским делима у различитим верзијама. Најстарија верзија се налази као додатак у расправи за коју се верује да је настала у 9. веку,  познатој као Књига тајне стварања, Китаб сирр ал-Халика на арапском. Овај текст се представља као превод Аполонија из Тијане, под његовим арапским именом Балинус.  Иако грчки рукопис није пронађен, вероватно је постојао оригинални грчки текст.  Приписивање Аполонију, иако лажно (псеудоним), уобичајено је у средњовековним арапским текстовима о магији, астрологији и алхемији.
Увод у Књигу Тајне стварања је наратив који објашњава, између осталог, да су „све ствари састављене од четири елементарна принципа: топлоте, хладноће, влаге и сувоће“ (четири Аристотелова својства), а њихове комбинације објашњавају „односе симпатије и антипатије међу бићима“. Балин, „мајстор талисмана и чуда“, улази у крипту испод статуе Хермеса Трисмегиста и проналази смарагдну плочу у рукама старца који седи, заједно са књигом. Срж рада је првенствено алхемијска расправа која по први пут уводи идеју да се сви метали формирају од сумпора и живе, фундаментална теорија алхемије у Средњем веку.  Текст Смарагдне плоче појављује се последњи, као додатак. Дуго се расправљало да ли је реч о страном делу, искључиво космогонијске природе, или је саставни део остатка дела, у ком случају има алхемијски значај од самог почетка. Недавно се сугерисало да је то заправо текст талисманске магије и да забуна настаје због погрешног превода са арапског на латински.
Смарагд је камен који се традиционално повезује са Хермесом, док је жива његов метал. Марс је повезан са црвеним камењем и гвожђем, а Сатурн са црним камењем и оловом. У антици, Грци и Египћани су разне минерале зелене боје (зелени јаспис, па чак и зелени гранит) називали смарагдом, а у средњем веку се то односило и на предмете од обојеног стакла, као што је „Смарагдна плоча“ визиготских краљева или Сакро Катино из Ђенове (посуда за коју се верује да је у Цезареји заплењена од стране Крсташа). које је краљица од Сабе понудила Соломону и коришћена је током Тајне вечере).
Ова верзија Смарагдне плоче се такође налази у Китаб Устукус ал-Ус ал-Тани (Основна књига Фондације) која се приписује алхемичару из 8. века Џабиру ибн Хајану, познатом у Европи као Гебер.
Друга верзија се налази у еклектичној књизи из 10. века, Секретум Секреторум (Тајна тајни, Сир ал-асрар), која се представља као псеудо-писмо од Аристотела Александру Великом током освајања Персије. Говори о политици, моралу, физиономији, астрологији, алхемији, медицини и још много тога. Текст се такође приписује Хермесу, али му недостаје наратив открића плоче.

### Средњовековне латинске верзије
Књигу Тајне стварања превео је на латински (Liber de secretis naturae) почетком 12. века Хју од Сантале, али ова верзија Смарагдне плоче није била широко позната.
Secretum Secretorum је на латински у скраћеној верзији превео Јоханес Хиспаленсис или Хиспаниенсис (Јован од Севиље) око 1140. године, а затим у дужој верзији Филип из Триполија око 1220. године. Постала је једна од најпознатијих књига средњег века.
Трећа латинска верзија се може наћи у алхемијској расправи која датира вероватно из 12. века (иако нису познати рукописи пре 13. или 14. века), Liber Hermetis de alchimia (Хермесова књига алхемије). Ова верзија, позната као "вулгата", је најраспрострањенија. Преводилац ове верзије није разумео арапску реч тиласм, што значи талисман, и транскрибовао ју је на латински као телесмус или телесмум (што је на француском постало телесме), а коментатори су је различито тумачили, постајући „један од најкарактеристичнијих – и најнејаснијих – појмова у алхемији“.

### Од ренесансе до просветитељства
Током ренесансе, идеја да је Хермес Трисмегист био оснивач алхемије добија на значају, а истовремено се легенда о открићу развијала и преплитала са библијским извештајима. Ово је посебно случај у касном 15. веку у Livre de la philosophie naturelle des métaux Псеудо-Бернара из Тревиза: „Први проналазач ове вештине био је Хермес Трисмегист, јер је познавао све три природне филозофије, наиме Минерале, Биљке и Животиње”. После потопа пронашао је у долини Хеброна, где је Адам живео после протеривања из земаљског раја, седам мермерних плоча на којима су уклесана начела седам слободних заната. Написао је кратко дело (које репродукује почетак Смарагдне плоче), које је пренето његовом ученику Питагори, затим Платону, Аристотелу и на крају Александру Великом. Тако је препотопска мудрост преношена, независно од откривења датог Мојсију на Синају.
Даље се развија са Жеромом Торелом у његовој књизи о астрологији, Opus Praeclarum de imaginibus astrologicis (Валенце, 1496), у којој је Александар Велики тај који открива Табулу Заради у Хермесовој гробници док путује у Амоново пророчиште у Египту. Ову причу понавља Михаел Мајер, лекар и саветник „алхемијског цара“ Рудолфa II, у свом симболу ауреае менсае (Франкфурт, 1617), позивајући се на Liber de Secretis chymicis који се приписује Алберту Магнусу. Исте године објављује чувену Аталанта Фугиенс (Бежећи из Аталанте), коју је Теодор де Бри илустровао са педесет алхемијских амблема, сваки праћен песмом, музичком фугом и алхемијским и митолошким објашњењима. Прва два амблема приказују одломак из Смарагдне плоче: „Ветар га је носио у свом стомаку; Земља је његова дојиља“, а текст објашњења почиње речима „Хермес, најмарљивији истраживач свих природних тајни, описује у својој Смарагдној плочи дело природе, иако кратко и тачно“.

### Херметички амблем изТабула Смарагдина Херметис
Од касног 16. века па надаље, Смарагдну плочу често прати симболична фигура која се зове Табула Смарагдина Херметис.
Ова фигура је окружена акростихом на латинском "Visita Interiora Terrae Rectificando Invenies Occultum Lapidem („Посетите унутрашњост земље и исправљајући ћете пронаћи скривени камен“), чијих седам иницијала чине реч ВИТРИОЛ (древни назив за сумпорну киселину). На врху се Сунце и Месец сипају у шољу изнад симбола живе. Око живине чаше налазе се четири друге планете, које представљају класичну асоцијацију међу седам планета и седам метала: Сунце/злато, Месец/сребро, Меркур/жива, Јупитер/калај, Марс/гвожђе, Венера/бакар, Сатурн/олово, које су такође биле повезане традиционалним бојама: златна, сребрна, сива, плава, црвена, зелена и црна. У средишту се налазе прстен и царски глобус, а у дну су сфере Неба и Земље (алудирајући на макрокосмос и микрокосмос). Три грба представљају, према песми, три принципа (триа прима) алхемијске теорије Парацелзуса: Орао/Меркур/Дух, Лав/Сумпор/Душа и Звезда/Со/Тело. Коначно, две пророчке руке уоквирују слику и „заклињу се у прави темељ и праву науку“.

### Од окултизма до езотеризма и надреализма
Алхемија и њен наводни „темељни текст“ настављају да занимају окултисте. Ово је случај са магом Елифасом Левијем: „Ништа не надмашује и ништа није једнако као сажетак свих доктрина старог света неколико реченица које је Хермес угравирао на драгом камену и познате као 'смарагдна плоча'... све је то магија на једној страници. То се односи и на „радозналу фигуру“  Немца Готлиба Лаца, који је сам објавио монументално дело Die Alchemie из 1869. године,  као и на теозофицу Хелену Блавацки и перенијалисту Титуса Буркхарда.

## Верзије изворног текста
Смарагдна плоча је била сасвим непозната све до средњег века, а иако се сматра да је оригинал био писан грчким језиком и датиран у 4. век, најстарије преживеле копије су вероватно из 9. или 10. века, на арапском језику.
У езотеријској традицији, Плоча се сматра делом херметичке литературе приписане Хермесу. Дело се први пут појавило на Западу у делу Псеудо-Аристотела Сецретум Сецреторум(Secretum Secretorum), што је уствари превод арапске књиге Китаб Сирр ал-Асар, вероватно из 9.века. Књигу је у 12. веку превео на латински Јоханнес Хиспаленсис (Johannes Hispalensis).

## Утицај
У неколико западних верзија, Плоча је постала ослонац средњовековне и ренесансне алхемије. Коментаре и/или преводе објавили су, између осталих, Јоханес Тритем, Роџер Бејкон, Михаел Мајер, Алберт Магнус и Исак Њутн. Кратки текст је био популаран сажетак алхемијских принципа, где се сматрало да су ту описане тајне камена мудрости.
Алхемичар из четрнаестог века Ортолан (или Хортулан) написао је значајну егзегезу о Тајне Хермеса, која је била утицајна на каснији развој алхемије. Преживели су многи рукописи ове копије Смарагдне плоче и коментара Ортолана, који датирају барем још из петнаестог века. Ортолан је, као и Алберт Магнус пре њега, видео плочу као загонетни рецепт који описује лабораторијске процесе користећи називе шпила (или кодне речи). Ово је било доминантно гледиште Европљана све до петнаестог века.
До раног шеснаестог века, списи Јоханеса Тритемија (1462–1516) означили су помак од лабораторијског тумачења Смарагдне плоче, ка метафизичком приступу. Тритем је изједначио Хермесову једну ствар са монадом питагорејске филозофије и анима мунди. Ово тумачење херметичког текста усвојили су алхемичари као што су Џон Ди, Хајнрих Корнелије Агрипа и Герхард Дорн.